# Bogatyr

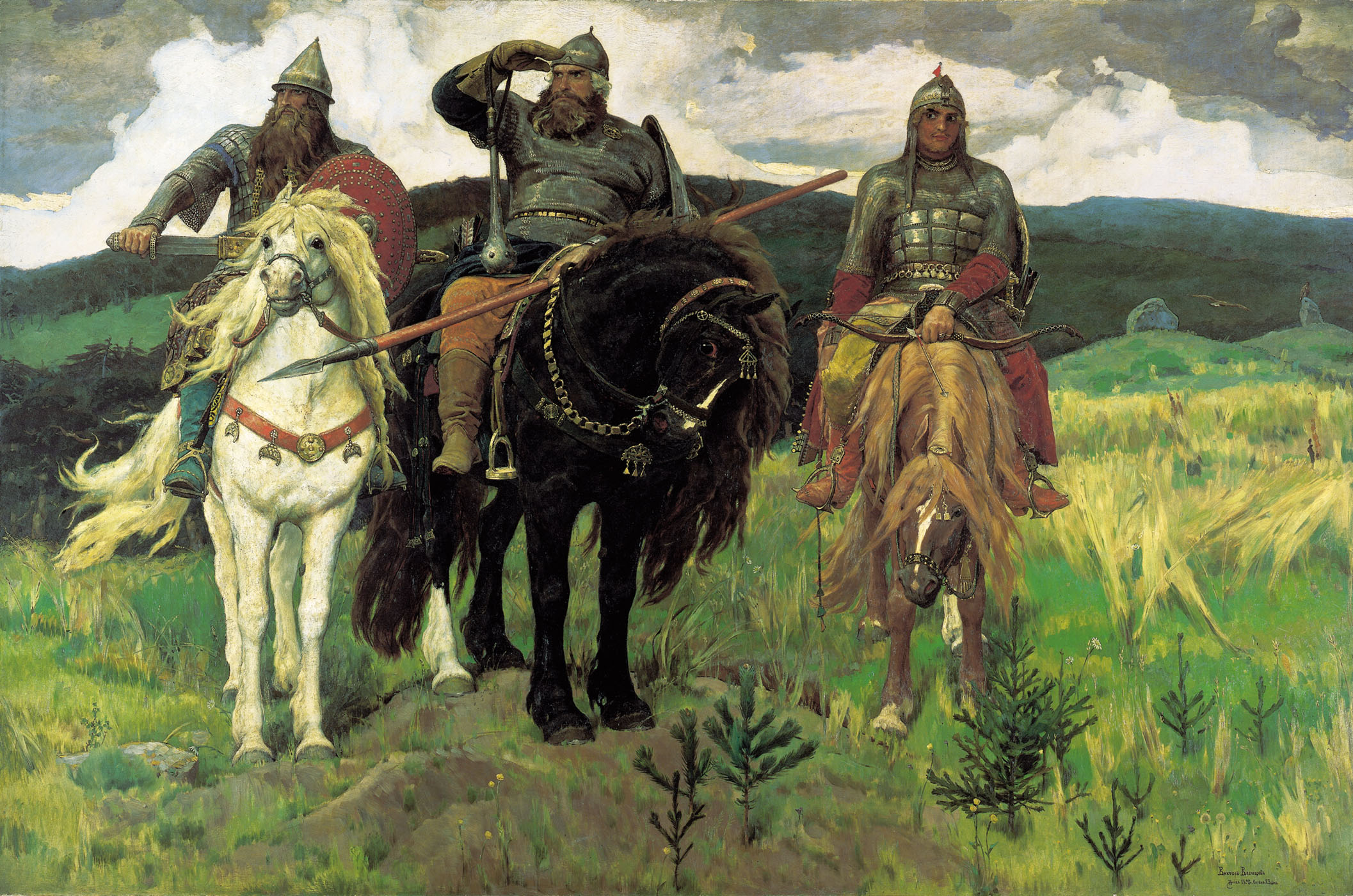
Bogatýrs (1898) de Víktor Vasnetsov (de izda. a dcha.: Dobrynia Nikítich, Ilyá Múromets y Alyosha Popóvich).

Un bogatyr (en ruso: богаты́рь del turco Baghatur) o vítyaz (en ruso: витязь, guerrero valeroso) era un héroe guerrero medieval ruso, comparable con el caballero andante de Europa occidental. 
Existen muchos poemas épicos rusos (llamados bylinas) en los que se relatan las historias de estos héroes. En ellos, cada bogatyr es reconocible por un carácter particular: Alyosha Popovich por su ingenio, Dobrynia Nikítich por su valor e Ilyá Múromets, el más grande de los bogatyr, por su fuerza física, espiritualidad y esmero por la protección de los desamparados.